# Andrachne microphylla
Andrachne microphylla är en emblikaväxtart som först beskrevs av Jean-Baptiste de Lamarck, och fick sitt nu gällande namn av Henri Ernest Baillon. Andrachne microphylla ingår i släktet Andrachne och familjen emblikaväxter. Inga underarter finns listade i Catalogue of Life.